# London Dial-a-Ride
Il London Dial-a-Ride è una divisione del Transport for London (TfL) che fornisce trasporti porta a porta per diverse persone soggette a lunga inabilità e non capaci di usare i normali mezzi pubblici.

## Galleria d'immagini

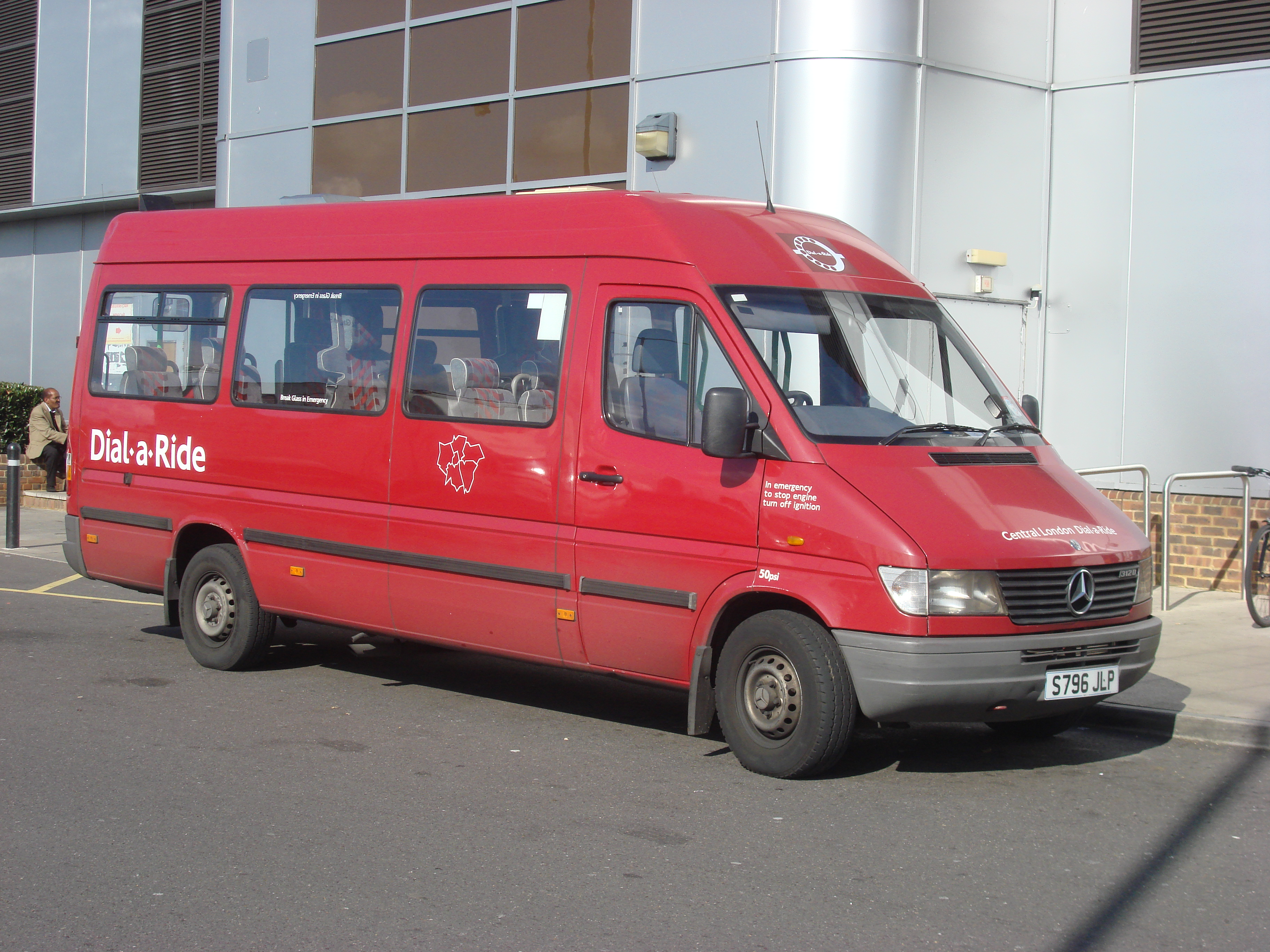
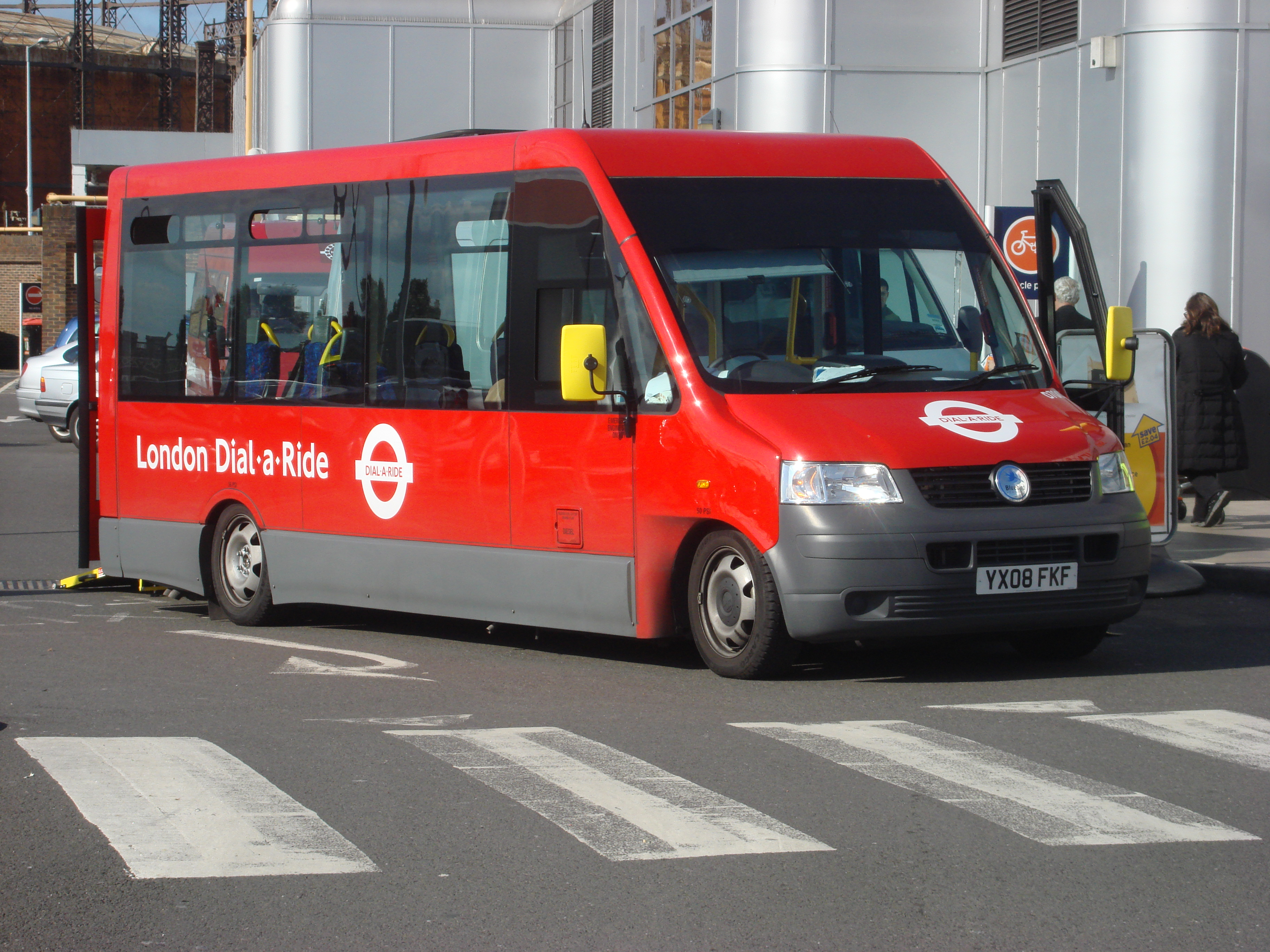

## Flotta
- Mercedes Sprinter 312D minibus
- Ford Transits
- Optare minibus con pianale basso
- Dormobile DP16F, 2FS2
- Strachans DP16F, 1FS1
- Carlyle B20F, 3FS3